# 大苞天芥菜
大苞天芥菜（学名：Heliotropium marifolium）为紫草科天芥菜属的植物。分布于马来西亚、印度尼西亚、斯里兰卡、越南以及中国大陆的海南等地，多生长于干旱无荫的海边沙地，目前已由人工引种栽培。